# Ian McEwan
Ian Russell McEwan (Aldershot, 1948. június 21. –) angol regény- és forgatókönyvíró. 2008-ban a The Times felvette "Az 50 legnagyobb brit író 1945 óta" listájára, a The Daily Telegraph pedig a 19. helyre sorolta a "100 legbefolyásosabb ember a brit kultúrában" listáján.
McEwan pályafutását novellákkal kezdte. Első publikált munkája egy novellagyűjtemény, a First Love, Last Rites (1975) volt, amely 1976-ban elnyerte a Somerset Maugham-díjat. 1979-ben vált ismertté, amikor a BBC felfüggesztette a Solid Geometry című színművének gyártását annak feltételezett obszcenitása miatt.
Első két regénye, a The Cement Garden (1978) és The Comfort of Strangers (1981) után az "Ian Macabre" (kísérteties Ian) becenevet érdemelte ki. Ezeket három regény követte, amelyek az 1980-as években és az 1990-es évek elején voltak sikeresek. Enduring Love című regényét azonos című filmbe adaptálták. Elnyerte a Booker-díjat Amsterdam (1998) című regényével. Következő regénye, a Atonement (Vágy és vezeklés) elismerést aratott, és Oscar-díjas filmet forgattak belőle Keira Knightley és James McAvoy szereplésével. Későbbi regényei közé tartozik a The Children Act (Gyermektörvény), a Nutshell (Dióhéjba zárva) és a Machines Like Me (Mi, gépek). 1999-ben Shakespeare-díjjal, 2011-ben pedig Jeruzsálem-díjjal jutalmazták.

## Élete
Ian McEwan a Hampshire megyei Aldershotban született 1948. június 21-én David McEwan és Rose Lilian Violet (született Moore) fiaként. Apja munkásosztálybeli skót volt, aki a hadseregben őrnagyi rangig jutott.
Gyermekkorának nagy részét Kelet-Ázsiában (beleértve Szingapúrt), Németországban és Észak-Afrikában (beleértve Líbiát is) töltötte, ahol apja kiküldetésben volt. 12 éves korában családja visszatért Angliába. A suffolki Woolverstone Hall Schoolban tanult; a Sussexi Egyetemen, ahol 1970-ben szerzett diplomát angol irodalomból; és a University of East Anglia, ahol irodalomból mester fokozatot szerzett (a kritikai dolgozat helyett kreatív írás benyújtásának lehetőségével).
2006-ban McEwant plágiummal vádolták meg; konkrétan, hogy a Vágy és vezeklés (Atonement, 2001) egyik részlete egyezett a Lucilla Andrews által 1977-ben kiadott No Time for Romance (Nincs idő romantikára) című memoár részletével. McEwan elismerte, hogy a könyvet munkája forrásaként használta. Az incidens felidézte a The Cement Garden (Cementkert) című debütáló regényével kapcsolatos kritikai vitákat, amelyek cselekményének kulcselemei szorosan tükrözték Julian Gloag brit író 1963-as regényének, az Anyánk házának néhány kulcselemét, amelyből film is készült. McEwan tagadta a plágium vádját, azt állítva, hogy nem tudott a korábbi munkáról. A The Guardianben 2006 novemberében, egy hónappal Andrews halála után McEwan ártatlannak vallotta magát a plágiumban, miközben elismerte tartozását a No Time for Romance szerzője felé. Számos szerző megvédte, köztük John Updike, Martin Amis, Margaret Atwood, Thomas Keneally, Kazuo Ishiguro, Zadie Smith és Thomas Pynchon.

## Díjak és kitüntetések
Ian McEwant eddig hatszor jelölték Booker-díjra, 1998-ban az Amszterdam díjat nyert. További jelölései a következők voltak: Idegenben (1981, előválogatott), Fekete kutyák (1992, előválogatott), Vágy és vezeklés (2001, előválogatott) , Szombat (2005, hosszú listán) és A Chesil parton (2007, rövid listán). McEwant 2005-ben és 2007-ben a Man Booker International Prize-re is jelölték.

## Nézetei a vallásról és a politikáról
2008-ban McEwan nyilvánosan felszólalt az iszlamizmus ellen, annak a nőkről és a homoszexualitásról vallott nézetei miatt. Azt idézték tőle, hogy a fundamentalista iszlám olyan társadalmat akar létrehozni, amelytől "undorodik". Megjegyzései a Corriere della Sera olasz újságban jelentek meg, hogy megvédje Martin Amis írótársát a rasszizmus vádjával szemben. McEwan, egy ateista, azt mondta, hogy a kereszténység bizonyos irányzatai „ugyanúgy abszurdak”, és nem „tetszenek neki ezek a középkori világlátások, amelyek szerint Isten azért jön, hogy megmentse a hívőket és elkárhozza a többieket”.
McEwan a következő kijelentést tette közzé hivatalos honlapján és blogján, miután azt állította, hogy félreértelmezték:
„Egy olasz újságíróhoz intézett bizonyos megjegyzéseimet széles körben félreértették az Egyesült Királyság sajtójában és különféle weboldalakon. A beszámolókkal ellentétben nem az iszlámra, hanem az iszlamizmusra vonatkoztak a megjegyzéseim – talán a „szélsőség” jobb kifejezés lenne. Egy muszlim országban – Líbiában – nőttem fel, és csak pozitív emlékeim vannak a méltóságteljes, toleráns és vendégszerető iszlám kultúráról. Interjúmban egy törpe kisebbségre utaltam, akik erőszakos dzsihádot hirdetnek, és akik gyűlöletet és erőszakot szítanak a „hitetlenek”, a hitehagyottak, a zsidók és a homoszexuálisok ellen; akik beszédeikben és weboldalaikon szenvedélyesen fellépnek a szabad gondolat, a pluralizmus, a demokrácia, a leleplezett nők ellen; akik nem tolerálják az iszlám más értelmezését, csak a sajátjukat, és a szúfizmust és az iszlám más irányzatait hitehagyásnak gyalázzák; akik többek között ezrével gyilkolták meg muszlim társaikat Irak, Algéria és Szudán piacain. Számtalan muszlim író, újságíró és vallási tekintély fejezte ki undorát e szélsőséges erőszakkal kapcsolatban. Az ilyen dolgok ellen felszólalni részemről aligha „megdöbbentő” (Independent on Sunday), nem is eredeti és nem is „iszlamofób” vagy „jobboldali”, ahogyan a Brit Muzulmán Tanács egyik tisztviselője ehhez ragaszkodik, és nem is az Egyesült Államok külpolitikája kudarcainak és brutalitásainak támogatása. Ez csupán a közös emberiesség megidézése, amelyet remélem, minden vallás, valamint minden nem hívő is osztana.”
Christopher Hitchens 2007-ben McEwannak dedikálta God Is Not Great című könyvét.
2008-ban McEwan több mint 200.000 aláíró egyike volt annak a petíciónak, hogy támogassa Roberto Saviano olasz újságírót, aki többszörös halálos fenyegetést kapott és akit rendőri védelembe helyeztek, miután 2006-ban megjelent Gomorra című könyvében leleplezte a maffiaszerű bűnszövetkezetet, a Camorrát. McEwan azt mondta, reméli, hogy a petíció hozzá fog járulni, hogy az olasz rendőrség komolyan vegye a "polgári jogok és a szólásszabadság alapvető ügyét".
Egy másik petíciót is aláírt Sakineh Mohammadi Ashtiani, egy iráni nő szabadon bocsátásának támogatására, akit megkövezéssel ítéltek halálra házasságtörésért.
A Jeruzsálem-díj elnyerésekor McEwan védekezett a bírálat ellen, amiért az izraeli politikával szembeni ellenállás fényében elfogadta a díjat, mondván: "Ha nem mennék el olyan országokba, amelyek kül- vagy belpolitikája elcseszett, soha nem kelnék fel az ágyból." A megtiszteltetés elfogadásakor Izrael léte, biztonsága és szabadsága mellett emelt szót, miközben határozottan támadta a Hamaszt, Izrael gázai politikáját és az izraeli telepek terjeszkedését a megszállt területeken – figyelemre méltó szavak, hiszen a közönség között olyan politikusok is voltak, mint Simón Peresz izraeli elnök és Nir Barkat, Jeruzsálem polgármestere. McEwan személyesen is részt vett az izraeli telepek terjeszkedése elleni tiltakozáson Sheikh Jarrahban.
2013-ban McEwan élesen bírálta Stephen Hawkingot, amiért bojkottált egy izraeli konferenciát, valamint általában a bojkottkampányt, és kijelentette, hogy sok ország van, "amelynek kormányát esetleg gyűlöljük vagy helytelenítjük", de "Izrael–Palesztina egyfajta törzsi és próbakő az értelmiségi osztályok egy része számára. Ezt abból a kontextusból mondom, hogy mélységesen helytelen az izraeli kormány részéről, ha nem törekszik aktívabban, pozitívabban és kreatívabban a megoldásra a palesztinokkal. Ezért gondolom, hogy az ember menjen el ezekre a helyekre, hogy rávilágítson a lényegre. Az elfordulás nem vezet eredményre."
2009-ben csatlakozott a 10:10 projekthez, amely az éghajlatváltozással kapcsolatos pozitív fellépést támogatja azáltal, hogy az embereket szén-dioxid-kibocsátásuk csökkentésére ösztönzi.
2013-ban a Channel 4 News-nak adott széleskörű interjú részeként McEwan megvitatta a 2008-as iszlamizmussal kapcsolatos megjegyzései körüli felháborodást és kijelentette: "Emlékszem, hogy öt-hat évvel ezelőtt sok támadást kaptam, amikor valami lesújtót mondtam a dzsihadistákról. voltak olyan hangok, különösen a baloldalon, akik azt gondolták, hogy aki kritizálja az iszlamizmust, az valóban az iszlámot kritizálja, és ezért rasszista. Nos, ezek a hangok elhallgattak, mert az iszlamisták által elkövetett helyi atrocitások Pakisztánban vagy Maliban olyan magától értetődően aljasok." Ugyanebben az interjúban McEwan megjegyezte, hogy szerinte a 2003-as iraki háború tiltakozóit „igazolták” a később történtek; azzal érvelt, hogy az iraki háború legfőbb öröksége az volt, hogy „[...] néha vannak dolgok, amelyeket megtehettünk [a háború előtt], amelyeket már nem tehetünk meg” a külügyekben; kijelentette, hogy a 2003-as invázió előtt egy ponton azt remélte, hogy képes lesz közös álláspontot keresni Tony Blairrel, hogy rávegye őt, ne folytassa a háborút; és mint valaki, aki a liberális demokratákra szavazott a 2010-es egyesült királyságbeli általános választásokon, hogy az Egyesült Királyság jelenlegi koalíciós kormányának véget kell vetni, kimondva: „Vagy legyen egy tory kormány, vagy hagyjuk, hogy Ed Miliband próbáljon meg valami mást”, hogy megpróbáljon megfordulni a "nagy egyenlőtlenség" országában. McEwan hagyományosan a Labour támogatója és azt mondta, hogy „keresztbe fonta az ujjait”, hogy Miliband miniszterelnök legyen.
Miután 2016 júniusában az Egyesült Királyság európai uniós tagságáról tartott népszavazást a Leave vagy a „Brexit” kampány megnyerte, McEwan 2016. július 9-én kritikus véleménycikket írt a The Guardian számára „Nagy-Britannia teljesen megváltozott. Hacsak ez a nyár nem csak egy rossz álom”. A cikkben McEwan megpróbálta megérteni a Brexit-szavazás utóhatásait és következményeit, megjegyezve: "Minden teljesen megváltozik. Vagy hamarosan meg fog változni, amint megválasztják az új vezetőt. Az országot, amelyben élsz, a parlamentáris demokráciát, amely jóban vagy rosszban irányította, kétes célú és el nem ismert státuszú népszavazás üti meg. A mezőgazdaságunktól a tudományunkig és az egyetemeinkig, a jogunktól a nemzetközi kapcsolatainkon át a kereskedelemig és a politikáig, valamint, hogy kik és mik vagyunk a világon – mindehhez egy furcsa, egyenlőtlen újratárgyalás szükséges európai szomszédainkkal”. McEwan írása a jelek szerint az események alakulása miatti tanácstalanság és nyugtalanság érzésével zárult, megelőlegezte Theresa May felemelkedését a Konzervatív Párt élére és miniszterelnökké való kinevezését, és megjegyezte, hogy ami a brit politikában korábban elképzelhetetlen volt, valójában megtörtént. McEwan cikke július 9-én jelent meg, és May gyakorlatilag megnyerte a Konzervatív Párt július 11-i vezetőválasztását, ami miatt két nappal később miniszterelnökké nevezték ki. 2017 májusában, egy londoni Brexit-konferencián felszólaló, nyilvánvalóan a szabadságot szavazók szerinte idősebb demográfiai csoportra utalva McEwan kijelentette, hogy „másfél millió idős ember frissen a sírjában” feltételezhetően második népszavazást eredményezne a visszatérésről, amely „maradvány” eredményt adna.

## Magánélete
McEwan kétszer nősült. Első házasságát Penny Allen asztrológussal és alternatív orvossal kötötte, akitől két fia született. A házasság 1995-ben ért véget. Két évvel később, 1997-ben McEwan feleségül vette Annalena McAfee újságírót és írót, aki korábban a The Guardian's Review rovatának szerkesztője volt. Ian McEwan Londonban él.
2002-ben McEwan felfedezte, hogy van egy testvére, akit a második világháború idején örökbe fogadtak; a történet 2007-ben került nyilvánosságra. A testvér, egy David Sharp nevű kőműves, hat évvel korábban született, mint McEwan, amikor anyjuk egy másik férfihoz ment férjhez. Sharpnak ugyanaz az anyja és apja, mint McEwannak, de egy olyan viszonyból született, amely még azelőtt történt, hogy összeházasodtak volna. Miután első férje meghalt a harcban, McEwan anyja hozzáment szeretőjéhez, és néhány évvel később megszületett Ian. A testvérek rendszeres kapcsolatban állnak és McEwan írt egy előszót Sharp emlékiratához.
McEwan hosszú ideje barátja volt Christopher Hitchensnek, az írónak és polemizálónak.

## Művei

### Regények
- A cementkert (The Cement Garden, 1978) – ISBN 9780099755111
- Idegenben (The Comfort of Strangers, 1981) – Fordította: Mesterházi Márton ISBN 9631402002
- A gyermek az időben (The Child in Time, 1987) – ISBN 978-0224024990
- Az ártatlan (The Innocent, 1990) – ISBN 0-224-02783-2
- Fekete kutyák (Black Dogs, 1992) – ISBN 0-224-03572-X
- Őrült szerelem (Enduring Love, 1997) – Fordította: Tandori Dezső ISBN 9639193275
- Amszterdam (Amsterdam, 1998) – Fordította: Tandori Dezső ISBN 9639193100
- Vágy és Vezeklés (Atonement, 2001) – Fordította: Lukács Laura ISBN 9639602825
- Szombat (Saturday, 2005) – Fordította: Lukács Laura ISBN 9789632543550
- A Chesil parton (On Chesil Beach, 2007) – Fordította: Lukács Laura ISBN 9789632449623
- Geometria (Solar, 2010) – Fordította: Orzóy Ágnes, Rupp Anikó, Szollás Krisztina, Zilahy Péter ISBN 0-224-09049-6
- Mézesmadzag (Sweet Tooth, 2012) – Fordította: Lukács Laura ISBN 9789632445854
- A gyermektörvény (The Children Act, 2014) – Fordította: Lukács Laura ISBN 9789632446196
- Dióhéjba zárva (Nutshell, 2016) – Fordította: Lukács Laura ISBN 9789632447582
- Mi, gépek (Machines Like Me, 2019) – Fordította: Lukács Laura ISBN 9789635091492
- A csótány (The Cockroach, 2019) – (ASIN(wd)=B07XTLDZP9); ISBN 9781529112924 [50]
- Leckék (Lessons, 2022) – ISBN 9781039004696

### Novellák
- Első szerelem, utolsó szertartások (First Love, Last Rites; 1975) – (Novellagyűjtemény)
- In Between the Sheets (1978) – (Novellagyűjtemény)
- Novellák (The Short Stories, 1995)
- My Purple Scented Novel – (2016-ban a The New Yorkerben)
- 2018-ban McEwan 70. születésnapjára emlékezve (2018 as a booklet commemorating McEwan's 70th birthday)

### Gyermekirodalom
- Rose Blanche (1985) – ISBN 9780099439509
- A képzelgő (The Daydreamer, 1994) – Fordította: Tandori Dezső ISBN 9639193593

### Forgatókönyvek/filmek
- The Ploughman's Lunch (1983)[51]
- Soursweet (1988)[52]
- The_Comfort_of_Strangers (1990)[53]
- A jó fiú (The Good Son, 1993)[54]
- The Cement Garden (1993)[55]
- The Innocent (1993)[56]
- First Love, Last Rites (1997)[57]
- Solid Geometry (2002)[58]
- Enduring Love (2004)[59]
- Vágy és vezeklés (Atonement, 2007)[60]
- The Children Act (2017)[61]
- On Chesil Beach (2017)[62]
- The Child in Time (2017)[63]
- Sweet Tooth (in development)

## Magyarul
- Idegenben; ford. Mesterházi Márton; Magvető, Bp., 1984 (Rakéta regénytár)
- Amszterdam; ford. Tandori Dezső; Scolar, Bp., 1999
- Geometria. Novellák; ford. Orzóy Ágnes et al., előszó Németh Gábor; Scolar–JAK, Bp., 2000 (JAK világirodalmi sorozat)
- Őrült szerelem; ford. Tandori Dezső; Scolar, Bp., 2000
- A képzelgő; ford. Tandori Dezső; Scolar, Bp., 2001
- Vágy és vezeklés; ford. Lukács Laura; Ulpius-ház, Bp., 2005
- Szombat; ford. Lukács Laura; Ulpius-ház, Bp., 2010
- Mézesmadzag; ford., jegyz. Lukács Laura; Scolar, Bp., 2015
- A gyermektörvény; ford. Lukács Laura; Scolar, Bp., 2016
- Dióhéjba zárva; ford. Lukács Laura; Scolar, Bp., 2017
- Amszterdam; ford. Lukács Laura; Scolar, Bp., 2018
- A Chesil-parton; ford. Lukács Laura; Scolar, Bp., 2019
- Mi, gépek; ford. Lukács Laura; Scolar, Bp., 2020

## Fordítás
- Ez a szócikk részben vagy egészben  az   Ian_McEwan című angol Wikipédia-szócikk fordításán alapul.  Az eredeti cikk szerkesztőit annak laptörténete sorolja fel. Ez a jelzés csupán a megfogalmazás eredetét és a szerzői jogokat jelzi, nem szolgál a cikkben szereplő információk forrásmegjelöléseként.

## Külső hivatkozások
- McEwan hivatalos oldala
- blog